# Alfredo Augusto Caldas Xavier
Alfredo Augusto Caldas Xavier CvTE · OTE · GCIC (Lisboa, 25 de septiembre de 1852 - Lourenço Marques, 8 de enero de 1896) fue un soldado, ingeniero, explorador y administrador colonial portugués que se distinguió en las llamadas campañas de pacificación de Mozambique en las últimas décadas del siglo XIX. En palabras de Joaquim Augusto Mouzinho de Albuquerque, otro de los militares que alcanzaron fama en estas campañas, el mayor Alfredo Augusto Caldas Xavier, fue el más ilustre de todos los oficiales que han honrado el nombre portugués en África, modelo de virtudes militares de coraje y desinterés. Desempeñó un papel destacado en el diseño de la línea ferroviaria de Maputo al Transvaal y en la delimitación de las fronteras meridionales de Mozambique.

## Biografía
El 14 de julio de 1932 se le concedió póstumamente la Gran Cruz de la Orden del Imperio Colonial.
Se imprimió un billete de 500$ (que también era pagadero en Timor) con su imagen.

## Obras publicadas
- Zambézia: estudios coloniales, Lisboa: Imprenta Nacional, 1888.
- Zambezia: estudios coloniales dedicados a la Sociedad de Geografía de Lisboa, Nova Goa : Imprenta Nacional, 1888.
- Bocetos de la línea fronteriza desde Mepundiune hasta el paso Matinga-tinga: [Material cartográfico], en Legado do Admiral Gago Coutinho, Sociedade de Geografia de Lisboa, Lisboa, 1901.
- Estudios Coloniales, Nova Goa: Imprenta Nacional, 1889.
- Las guerras de Inharrime y Zavallas, Lisboa, 1881.
- 'El Reconocimiento de Limpopo , Lisboa, 1894.